# Howard Wolowitz

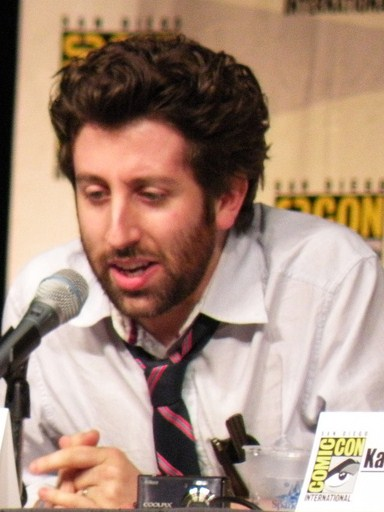
Simon Helberg.

Howard Wolowitz är en rollfigur i sitcomserien The Big Bang Theory, spelad av Simon Helberg. Wolowitz har en Master of Science i maskinteknik och arbetar på California Institute of Technology med kollegorna Sheldon Cooper, Leonard Hofstadter och Rajesh Koothrappali. 
Han är icke-troende jude (i ett avsnitt äter han en cheeseburgare med bacon och Sheldon påpekar då att han bryter mot två judiska regler på samma gång), och bor hos sin överbeskyddande och troende mamma. Howards mamma har aldrig synts i bild, men en återkommande poäng är att hon är kraftigt överviktig.
Howard tror att han talar sex språk flytande, och anser sig vara en kvinnokarl. Men han gifter sig sedan med Bernadette och då tvingas han sluta med sitt "flirtande".
Han är extremt allergisk mot jordnötter.
Under säsong 5 får Howard jobb som astronaut på NASA.

## Biografi
Howard är en ingenjör inom rymdteknik vid Caltech och en flitig gäst hos Leonard Hofstadter (Johnny Galecki) och Sheldon Cooper (Jim Parsons) i deras lägenhet. Hans närmaste vän är Rajesh Koothrappali (Kunal Nayyar). Han har tagit sin ingenjörsexamen vid Massachusetts Institute of Technology och är född 1981.
Howard har sin egen stil, som är inspirerad av 1960-talets mode-era, till exempel byxor i stuprörsmodell till en V-ringad T-tröja eller blommig skjorta ovanpå en polotröja eller en falsk polokrage. De enda modernare plagg han använder är sneakers och ibland en motorcykeljacka (när han kör sin skoter). Han samlar också på bältesspännen, även om han bara använder ett och samma bälte dagligen.